# 安玖深音
安玖深 音（あぐみ おと）は、日本の女性声優。主にアダルトゲームに声をあてている。

## 経歴・人物
2003年にLeafから発売された『天使のいない12月』でデビュー。その時名前が「安玖 深音」と、間違って区切られている。同様の間違いは他社の製品でもいくつか見られる。
2006年7月28日に出演作が6本同時発売されたという記録を持つ。
成瀬未亜とともに非公式ユニット「コロボックルズ」を結成している。愛称はおとちゃん、音ちん、アグミオンなど。

## 出演
太字は主役もしくはヒロイン。

### ゲーム

#### アダルト
2004年以前
- あの空の向こう側（一ノ瀬 美穂）
- カラフルハート 〜12コのきゅるるん♪〜（朝比奈 のどか）
- きずセデュ 復刻版（岡本 ゆり）
- Sixty Nine2（エミーナ）
- 天使のいない12月（葉月 真帆）
- Peace@Pieces（百瀬玉（ひかる））
- へんし〜ん!（中谷 柊那）
- 魔法とHのカンケイ。（鷺沼 エリカ）
- ラストストーリーはあなたへ（星の金貨）

2005年
- あえかなる世界の終わりに（長谷川 柚子）
- AYAKASHI（薬師寺 陽愛）
- えろぼーん（天海 はるか）
- Gift 〜ギフト〜（里緒 奈美）
- 群青の空を越えて（日下部 加奈子）
- すくみず2 〜泳・げ・な・い〜（人見 世那）
- 痴漢者トーマスII（猪熊 明日香）
- はじめてのおてつだい（成瀬 まゆか）
- パトガール（千倉 霞）
- はぴねす!（小日向 すもも）
- パペットプリンセス〜傀儡姫。わたしは、あやつり人形〜（東馬 奈緒）
- へんし〜ん! 2。（野城 珠々香）
- ままママッ!?（長谷川 美咲）
- MiMi（ミミ）
- 夜明け前より瑠璃色な（朝霧 麻衣）

2006年
- 青空の見える丘（速水 伊織）
- あの街の恋の詩（奥脇 彩）
- AYAKASHI H（薬師寺 陽愛）
- Imitation Lover（桐沢 伊織）
- ef - the first tale.（羽山 ミズキ）
- おしえて!ブルマ先生（仁科 サエリ）
- おねすく!〜おねえさんすくらんぶる〜（高円寺 早苗）
- カラフルアクアリウム（椎葉 泉）
- 紅蓮に染まる銀のロザリオ（有坂·ウェバー·メアリー）
- 初恋撫子（倭桔梗）
- こいちゅ! 〜恋に恋するかたおもい〜（麻倉 真柚）
- こんな娘がいたら僕はもう…!!（三瀬 綾菜）
- 終末少女幻想アリスマチック（刀伎直 冬芽/堂本 仁美）
- School ぷろじぇくと☆（文月 蛍）
- StarTRain（藍田 奈美/羽田 七美）
- 雪影-setsuei-（平山 深雪）
- とり×とり 〜えっちしてくんないとイタズラしちゃうゾ?〜(アシュタロテ·ルシフェ·ベルゼブ）
- 七彩かなた（若月 ひまわり）
- ななついろ★ドロップス（ユキちゃん/秋姫 カリン）
- なみだ橋をわたって（柏倉 春留）
- はぴねす!りらっくす（小日向 すもも）
- 遥かに仰ぎ、麗しの（相沢 美綺）
- ぶらばん! -The bonds of melody-（海老原 みなせ）
- ぶり〜ど!!（ミサキ）
- へんし〜ん! Theアニメ（中谷 柊那/ねねこ）
- まじかるティーチャー 先生は魔女?（織倉 真理子）
- 巫女さんファイター涼子ちゃん 巫女さん細腕繁盛記外伝（緋之本 涼子）
- 峰深き瀬にたゆたう唄（ミュリ·アウローラ）
- めがちゅ!（アストラ）
- Really? Really!（八重 桜）
- やっぱり妹がすきっ（樋口 里香）
- 欲情ペットライフ!!（吉澤 しずく）

2007年
- 明日の君と逢うために（若宮 明日香）
- アメサラサ 〜雨と、不思議な君に、恋をする〜（千代川 霖）
- ALICE♥ぱれーど 〜二人のアリスと不思議の乙女たち〜（シルク）
- いつか、届く、あの空に。（透舞 のん）
- うつりぎ七恋天気あめ（八千古島 華）
- 幼なじみと甘〜くエッチに過ごす方法（エミリー·ウィンスレット）
- カタハネ（アンジェリナ·ロッカ/クリスティナ·ドルン）
- キャラメルBOX やるきばこ2 エピソードV:やるきねこの逆襲（刀伎直 冬芽/長谷川 柚子/八千古島 華）
- CircusLand I（朝倉 音夢）
- 潮風の消える海に（榎木田 美潮）
- Sugar+Spice!（南条寺 夢路）
- 聖なるかな -The Spirit of Eternity Sword 2-（悠久のユーフォリア）
- 絶対幸せ宣言っ!（四季 彩）
- そして明日の世界より――（日向 夕陽）
- タイムリープ（東雲 こもも）
- 夏めろ（深町 つぐみ）
- ね〜PON?×らいPON!（ティラミス）
- Bullet Butlers（ベアトリス）
- ひとゆめ（榊原 美玖/榊原 唯）
- FairChild -フェアチャイルド-（日菜森 こころ）
- MagusTale 〜世界樹と恋する魔法使い〜（天ヶ瀬 小雪）
- ましろぼたん（白石 由佳菜）
- ましろぼたんミニファンディスク〜ゆかなんのホワイトバレンタイン〜（白石 由佳菜）
- るるるとささらの先生☆教えて 〜ボクは女のお坊っちゃま〜（東柴大 せいか）

2008年
- 朝凪のアクアノーツ（小鳥遊 美幸）
- 明日の七海と逢うために（若宮 明日香）
- 11eyes -罪と罰と贖いの少女-（水奈瀬 ゆか）
- WIZARD GIRL AMBITIOUS（御剣 アスカ）
- ef - the latter tale.（羽山 ミズキ）
- かみぱに!（天泉森雨古依命）
- クロノベルト （ベアトリス）
- こんぼく麻雀 〜こんな麻雀があったら僕はロン!〜（三瀬 綾菜）
- C.D.C.D.2 〜シーディーシーディー2〜（朝倉 音夢）
- Sugar+Spice! Party☆Party（南条寺 夢路）
- 真・恋姫†無双 〜乙女繚乱☆三国志演義〜（劉備）
- D.C. After Seasons 〜ダ・カーポ〜 アフターシーズンズ（朝倉 音夢）
- D.C.P.K. 〜ダ・カーポーカー〜（朝倉 音夢）
- とっぱら〜ざしきわらしのはなし〜（瑞原 穂波）
- ぴこぴこ 〜恋する気持の眠る場所〜（ミコ）
- MagusTale Infinity（天ヶ瀬 小雪）
- マジカライド（如月 巴弥）
- ユニティマリアージュ 〜ふたりの花嫁〜（風見 芽衣）
- 私は私のまま、誰にでも変われる（夏目 ともこ）
- 水平線まで何マイル?　-Deep Blue Sky & Pure White Wings-（花見 麻里矢）

2009年
- SHUFFLE! Essence+（八重 桜）
- 祝福のカンパネラ（リトス・トルティア）
- タイムリープぱらだいす（東雲 こもも）
- W.L.O. 世界恋愛機構（ソラリス・エニモワ）
- ツンな彼女デレな彼女（紫藤 凛彩）
- 天神乱漫 -LUCKY or UNLUCKY!?-（千歳 佐奈）
- BALDRSKY Dive1 "LostMemory"（若草 菜ノ葉）
- BALDRSKY Dive2 "RECORDARE"（若草 菜ノ葉）
- マジスキ 〜Marginal Skip〜（宮崎 由紀菜）
- ましろ色シンフォニー -Love is pure white-（瓜生 桜乃）
- 夜明け前より瑠璃色な-Moonlight Cradle-（朝霧 麻衣）

2010年
- 祝祭のカンパネラ!（リトス・トルティア）
- 真・恋姫†無双 〜萌将伝〜（劉備）
- BALDRSKY DiveX "DREAM WORLD"（若草菜ノ葉）
- 恋色空模様（服部 彩）

2011年
- 11eyes -Resona Forma-（水奈瀬ゆか）
- Flyable CandyHeart（シルク、秋姫 カリン、ユキちゃん、百瀬玉）

2012年
- プリズマティックプリンセス☆ユニゾンスターズ（百瀬ヒカル）
- ゆきいろ 〜空に六花の住む町〜（叶丸〈宮沢〉深雪）
- ネブ＊プラス（八重桜）

2013年
- 雪影-visual renewal ver.-（平山深雪）

2014年
- はぴねす! えもーしょん（小日向すもも）

2015年
- 真・恋姫†英雄譚 1 - 3（劉備） - 3作品

2016年
- カタハネ-An' call Belle-（アンジェリナ・ロッカ、クリスティナ・ドルン）

2017年
- 真・恋姬†夢想-革命- 蒼天の霸王 / 孫呉の血脈 / 劉旗の大望（2017年 - 2019年、劉備） - 3作品

2019年
- はぴねす!2 Sakura Celebration（弥篝真白）

2020年
- はぴねす!2 りらっくす（弥篝真白）

2021年
- 祝福のカンパネラ Plus Stories（リトス・トルティア）
- 巣作りカリンちゃん -星詠みの神託-（トウカ）
- D.C.4 Plus Harmony 〜ダ・カーポ4〜 プラスハーモニー (朝倉音夢）

2023年
- 真・恋姫†英雄譚5 ～乙女耀乱☆三国志演義［魏］～（劉備）
- ましろ色シンフォニー -Love is pure white- Remake for FHD（瓜生 桜乃）
- ましろ色シンフォニー SANA EDITION（瓜生 桜乃）
- 真・恋姫†英雄譚外伝 -白月の灯火-（劉備）

#### 一般
- MagusTale Eternity 〜世界樹と恋する魔法使い〜（天ヶ瀬 小雪）

### OVA
- めがちゅ!（アストラ）
- 15美少女漂流記（四谷 琴子）

### ドラマCD
- 天神乱漫キャラクターソングVol.1・Vol.2・Vol.4 のミニドラマにも千歳佐奈役で出演
- ドラマCD 夜明け前より瑠璃色な 〜Fairy tale of Luna〜（朝霧 麻衣）
- ドラマCD ef - a fairy tale of the two.（羽山 ミズキ）
- ドラマCD ef - a fairy tale of the two.「宮村家へようこそ」（羽山 ミズキ）
- ドラマCD あえかなる世界の終わりに（長谷川 柚）
- ドラマCD 青空の見える丘（速水 伊織）
- ドラマCD 巫女さん細腕繁盛記 「お茶請け巫女さん劇場」（緋之本 涼子）
- ドラマCD Really? Really! 「秋色のCherry Blossom」（八重 桜）
- ドラマCD Really? Really! 「冬のHappy End」（八重 桜）
- ドラマCD 明日の君と逢うために 「晴れ、ときどき幸せ」（若宮 明日香）
- はぴねす!ヒロインズ バイノーラルでイチャラブドラマCD（2015年、小日向すもも）

### オーディオドラマ
- オーディオドラマ あの空の向こう側（2005年、一ノ瀬美穂[8]）

### その他
- 電撃姫 2005年10月号 はぴねす!HAPPY DVD
- TECH GIAN 2006年4月号 VOICE ACTRESS Concerto! vol.2

### イベント
- コミックマーケット69 ういんどみるブース（トークライブ）
- キャラフェス2005東京（ミニライブ）

### インターネットラジオ
- ホビらじ（2005年 - 2006年、HOBiRECORDS）

## ディスコグラフィ

### キャラクターソング
| 発売日         | 商品名                                                                                     | 歌                                                                                       | 楽曲                                                                             | 備考                                                |
| -------------- | ------------------------------------------------------------------------------------------ | ---------------------------------------------------------------------------------------- | -------------------------------------------------------------------------------- | --------------------------------------------------- |
| 2005年8月26日  | はぴねす! キャラクターソングCD Vol.4 小日向すもも with 安玖深音                            | 小日向すもも（安玖深音）                                                                 | 「明日のキモチ」 「ZERO -小日向すもも ver.-」 「目覚めの朝 -小日向すもも ver.-」 | PCゲーム『はぴねす!』関連曲                         |
| 2005年10月21日 | はぴねす! 予約特典CD                                                                       | 神坂春姫（榊原ゆい）、柊杏璃（成瀬未亜）、高峰小雪（日向裕羅）、小日向すもも（安玖深音） | 「目覚めの朝」                                                                   | PCゲーム『はぴねす!』エンディングテーマ             |
| 2007年4月25日  | いつか、届く、あの空に。 キャラクターCDコレクションvol.5〜透舞 のん（C.V.安玖深音）〜      | 透舞のん（安玖深音）                                                                     | 「あわい夢」                                                                     | PCゲーム『いつか、届く、あの空に。』関連曲          |
| 2007年5月25日  | ひとゆめ 聖果と美玖のソング＆トークバラエティー                                            | 秦聖果（成瀬未亜）、榊原美玖（安玖深音）                                                 | 「運命の人」 「気持ちはグラデーション」                                          | PCゲーム『ひとゆめ』関連曲                          |
|                | 私は私のまま、誰にでも変われる キャラクターCD Vol.1 夏目ともこ                             | 夏目ともこ（安玖深音）                                                                   | 「」                                                                             | PCゲーム『私は私のまま、誰にでも変われる』関連曲    |
|                | 「11eyes -罪と罰と贖いの少女-」キャラクターソング1 水奈瀬ゆか                              | 水奈瀬ゆか（安玖深音）                                                                   | 「ずっと大好きだから」                                                           | PCゲーム『11eyes -罪と罰と贖いの少女-』関連曲       |
| 2008年4月25日  | タイムリープ キャラクターディスク こもも                                                   | 東雲こもも（安玖深音）                                                                   | 「お掃除しましょ」                                                               | PCゲーム『タイムリープ』関連曲                      |
|                | 「真・恋姫†無双」キャラクターソングCD Vol.1 劉備×曹操                                      | 劉備（安玖深音）、曹操（乃嶋架菜）                                                       | 「無双恋華」                                                                     |                                                     |
| 2009年3月6日   | 天神乱漫 -LUCKY or UNLUCKY!?- キャラクターソング Vol.3                                     | 千歳佐奈（安玖深音）                                                                     | 「With You!!」                                                                   | PCゲーム『天神乱漫 -LUCKY or UNLUCKY!?-』関連曲     |
| 2009年9月25日  | 真・恋姫†無双 キャラクターソングアルバム                                                   | 劉備（安玖深音）                                                                         | 「無双恋華〜劉備の章〜」                                                         |                                                     |
| 2020年8月28日  | 恋姫†夢想キャラクターソング vol.2 劉備                                                     | 劉備（安玖深音）                                                                         | 「ドリームフェザー」 「志在千里〜恋姫喚作百花王〜」                              | PCゲーム『真・恋姫†夢想』関連曲                     |
| 2021年7月30日  | 『巣作りカリンちゃん -星詠みの神託- プレミアムパッケージ』巣作りカリンちゃんソングアルバム | カリン（乃嶋架菜）、トウカ（安玖深音）、レンファ（風音）                                 | 「迷宮 Wanna Wana Party（カリン&トウカ&レンファ 合唱ver.）」                     | PCゲーム『巣作りカリンちゃん -星詠みの神託-』関連曲 |
| 2021年7月30日  | 『巣作りカリンちゃん -星詠みの神託- プレミアムパッケージ』巣作りカリンちゃんソングアルバム | トウカ（安玖深音）                                                                       | 「迷宮 Wanna Wana Party（トウカ 単独歌唱Ver.）」                                 | PCゲーム『巣作りカリンちゃん -星詠みの神託-』関連曲 |